# Sceptuchus
Sceptuchus är ett släkte av bönsyrsor. Sceptuchus ingår i familjen Iridopterygidae.
Kladogram enligt Catalogue of Life:
| Sceptuchus | \| \| Sceptuchus baehri \| \| \| \| \| \| Sceptuchus simplex \| \| \| \| |
|            | \| \| Sceptuchus baehri \| \| \| \| \| \| Sceptuchus simplex \| \| \| \| |
|            | Sceptuchus baehri                                                        |
|            |                                                                          |
|            | Sceptuchus simplex                                                       |
|            |                                                                          |